# Виньоль, Этьен де
Этье́н де Виньо́ль (фр. Étienne de Vignolles), более известный под прозвищем Ла (Г)Ир (La Hire, от старофр. ire «гнев»; ок. 1390, Прешак-ле-Бен, Гасконь — 11 января 1443, Монтобан) — французский полководец эпохи Столетней войны, соратник Жанны д’Арк.

## Биография
Этьен де Виньоль вошёл в историю под прозвищем Ла Гир, которое он получил за необузданный нрав и грубость. Это был типичный представитель поколения, выросшего во время Столетней войны: с детства он не думал ни о чём, кроме войны, был очень храбр, но крайне плохо воспитан и совершенно необразован.
В 1418 году вместе со своим боевым товарищем Потоном де Сентрайлем он присоединился к армии дофина Карла. В этом же году он отличился, взяв у бургундцев замок Куси. После взятия замка Куси девизом Ла Гира стали слова «Не король я, не принц, не герцог я, не граф; я — сеньор де Куси». Однако на следующий год предательница-горничная выпустила на свободу пленных бургундцев, которые тут же захватили замок.
В 1421 году состоялась битва при Боже между англичанами и объединённой франко-шотландской армией. В этой победной для французов и шотландцев битве участвовал и Ла Гир. В том же году он сломал ногу, но не в бою: когда он спал на постоялом дворе, на него свалилась труба. Ла Гир на всю жизнь остался хромым. Но это не помешало ему продолжить карьеру храброго воина. Англичане, подшучивая над ним, называли его «Святой Гнев Божий» или просто «Гнев Божий», но подойти к нему или просто находиться с ним на близком расстоянии они боялись.
В сентябре 1427 года с его помощью была снята осада Монтаржи, а в октябре 1428 года Ла Гир приехал в Орлеан, который подвергся английской осаде. С невероятной энергией он принимал участие в атаках на англичан, участвовал в том числе и в «Селёдочной битве».
После назначения Жанны д’Арк главнокомандующим армией Ла Гир становится одним из её самых верных соратников. Он храбро сражался при снятии осады Орлеана и, позднее, во время Луарской операции. Ла Гиру и де Сентрайлю, командовавшим авангардом французской армии в битве при Пате, принадлежит главная заслуга в победе в этом сражении.
В 1430 году он попал в плен к бургундцам, откуда сумел выкупиться с помощью короля. После возвращения из плена Ла Гир прославился дерзкими рейдами по занятой англичанами Нормандии. В 1435 году состоялась битва при Жерберуа, в которой небольшой французский отряд под руководством Ла Гира и Потона де Сентрайля разбил трёхтысячную английскую армию. Этьен де Виньоль стойко переносил раны, холод, голод и эпидемии, но в 1442 году во время боёв на юго-западе под Монтобаном Ла Гир был ранен, заболел и вскоре умер.

## Интересные факты
- Марк Твен приписывает Ла Гиру молитву: Милый Господь Бог, прошу Тебя, поступай с Ла Гиром так, как Ла Гир поступал бы с Тобой, если б Ты был Ла Гир, а он – Бог. Далее следует примечание: «Молитва эта была многократно и многими народами похищаема в продолжение последних 460 лет. Но настоящий автор её Ла Гир» (Марк Твен, «Жанна Д’Арк», глава XII)
- В средневековой Франции, где примерно в XIV веке появились современные игральные карты («классические», или «французские»), «картинки» (карты с персонажами — королями, дамами и валетами) были связаны с теми или иными историческими или легендарными персонажами. Валет червей соответствовал Ла Гиру.
- В кинокартине «Жанна д’Арк» (1999) роль Ла Гира сыграл английский актёр Ричард Райдингс[англ.].